# 바시아 (가수)
바바라 스타니스와 트르체르체르슈카(폴란드어: Barbara Stanisława Trzetrzelewska, 1954년 9월 30일 ~ )는 라틴어에서 영감을 받은 재즈 팝 음악으로 유명한 폴란드의 싱어송라이터이다. 그녀는 1960년대 후반부터 1970년대까지 다양한 폴란드 밴드에서 전문적으로 노래를 부르기 시작했고, 1981년 영국으로 이주했다. 그녀는 영국의 트리오인 매트 비앙코에서 가수로 명성을 얻었다. 그녀는 에픽 레코드와 계약을 했고 1987년에서 1995년 사이에 성공적인 국제적인 경력을 누렸으며, 특히 그녀의 첫 두 앨범 《Time and Tide》와 《London Warsaw New York》이 플래티넘 인증을 받은 백만장자 판매자였다.